# Twisters (film)
Pour les articles homonymes, voir Twisters et Twister.
Ne doit pas être confondu avec le film américain de 1996 Twister.
Série
Twister
(1996)
Pour plus de détails, voir Fiche technique et Distribution.
Twisters, ou Tornades au Québec, est un film américain réalisé par Lee Isaac Chung et sorti en 2024.
Ce long-métrage, co-produit Amblin Entertainment et The Kennedy/Marshall Company, est une nouvelle version (reboot) du film catastrophe Twister réalisé en 1996 par Jan de Bont.
Le film suit Kate Carter, une ancienne chasseuse de tornades très marquée par un accident lors d'une violente tornade quand elle était étudiante. Alors qu'elle se consacre à leurs études à New York, loin des risques du terrain, elle est amenée à reprendre du service quand son ami Javi lui présente un nouvel appareil pour les détecter. Elle croise également la route d'un chasseur vidéaste, Tyler Owens, célèbre sur les réseaux sociaux.

## Synopsis

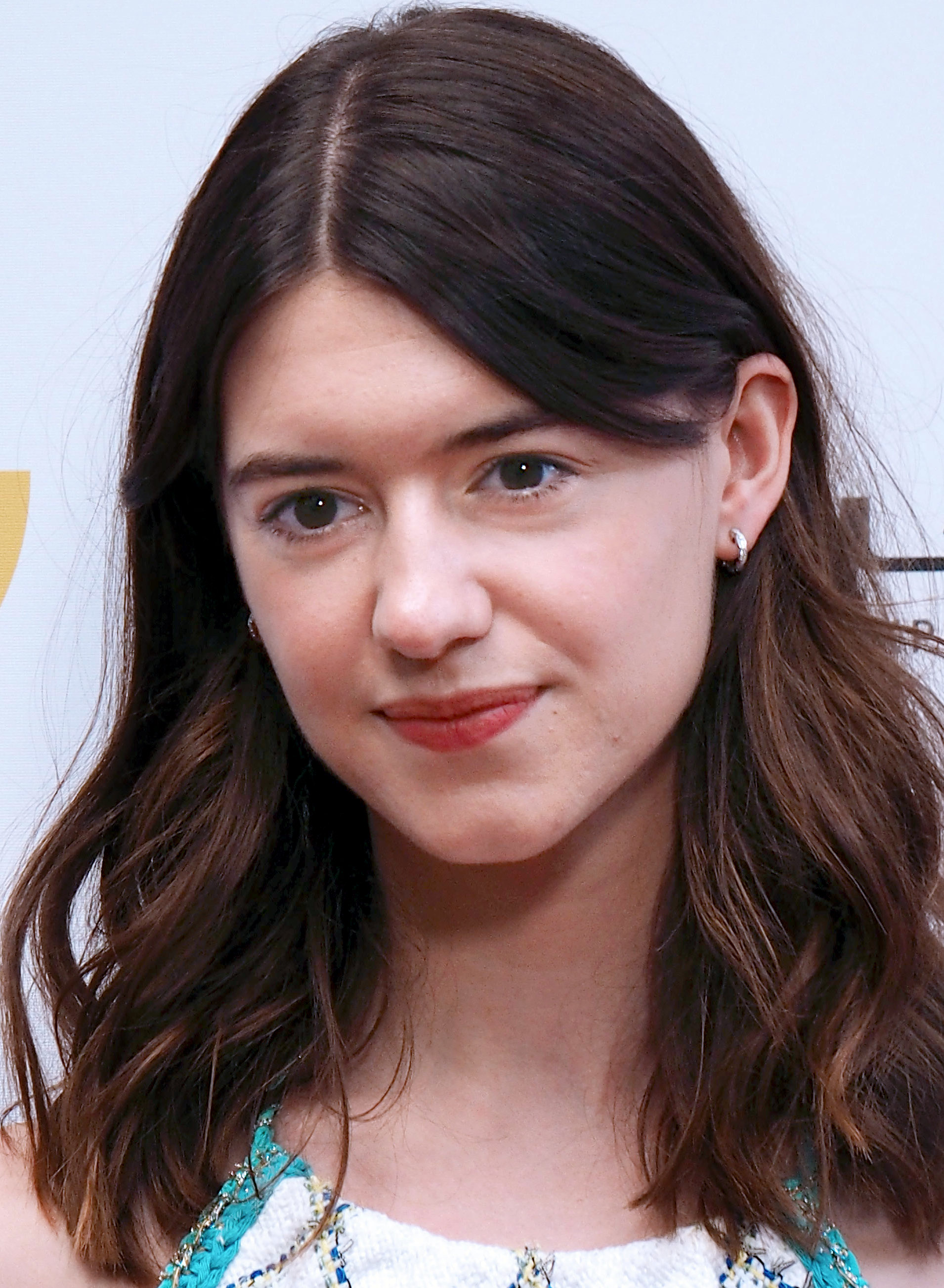
Daisy Edgar-Jones (Kate).

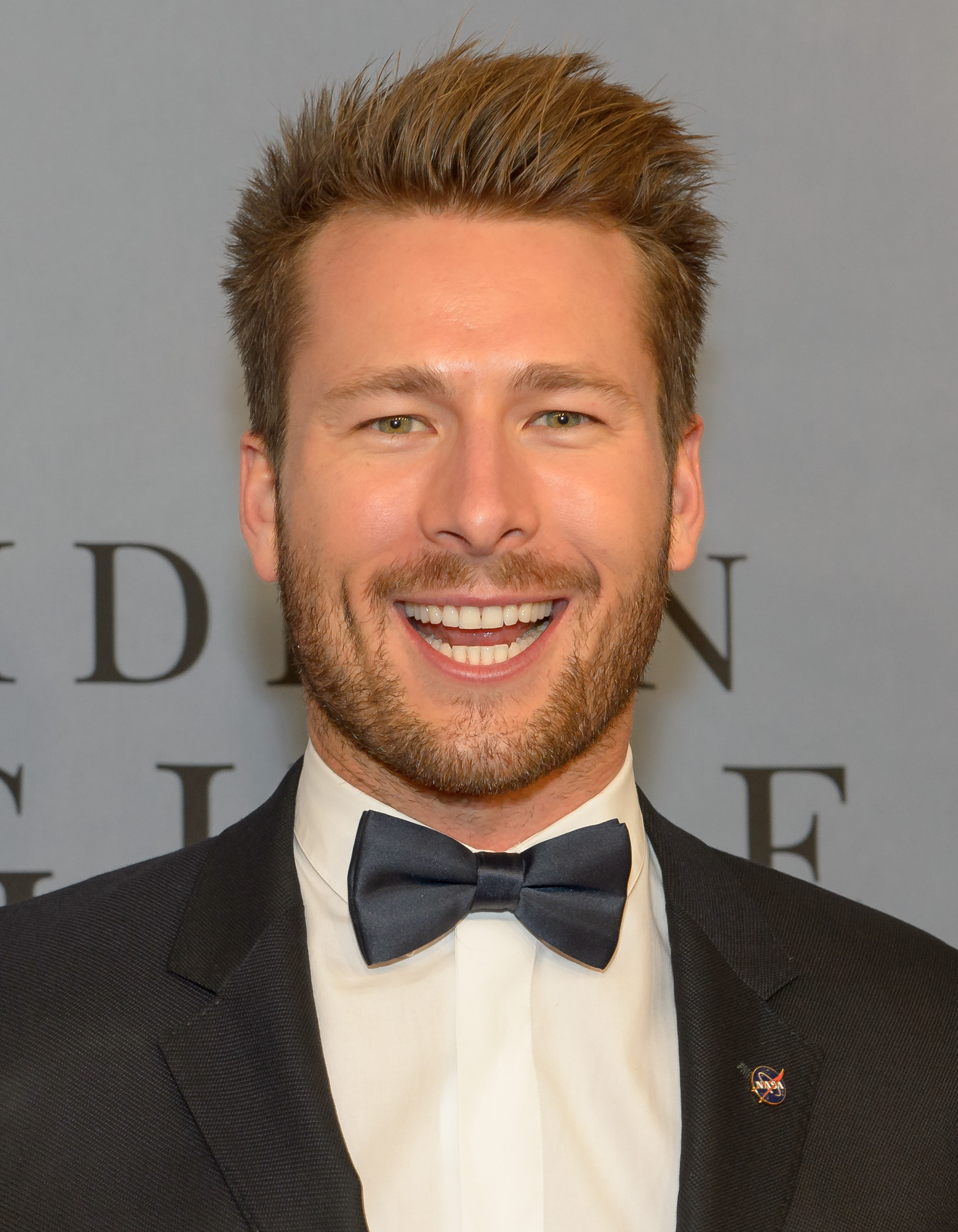
Glen Powell (Tyler).

L'étudiante Kate Carter travaille dans l'Oklahoma avec une équipe de chasseurs d'orages qui comprend Javi, Addy, Praveen et son petit ami, Jeb. Aux côtés d'un radar météorologique doppler Dorothy V, l'équipe lance des barils de solution de polyacrylate de sodium dans l'entonnoir nuageux d'une tornade pour réduire son intensité. Cependant, l’équipage est pris au milieu du tourbillon alors qu’il s'intensifie en EF5. Addy, Praveen et Jeb sont tués, tandis que Kate et Javi survivent.
Cinq ans plus tard, Kate travaille dans un bureau du National Weather Service à New York. Javi, travaillant pour la société de radars mobiles Storm Par, propose à Kate une semaine de tests avec son équipe avec le nouveau système de balayage radar. Kate n'accepte qu'après que Javi ait envoyé un reportage sur une tornade détruisant une ville. Kate et Javi rejoignent l'équipe de Storm Par en Oklahoma, qui comprend Scott le partenaire commercial de Javi. Tyler Owens, chasseur d'orages populaire sur YouTube, connu sous le nom de « Tornado Wrangler », arrive également en Oklahoma dans le but de capitaliser sur la prévision de conditions favorables à une éruption de tornades. Tyler est rejoint par son équipe composée de Boone, Dani, Dexter et Lily, ainsi que du journaliste britannique Ben.  et l'équipage de Tyler poursuivent une tornade qui s'est posée dans un parc éolien voisin grâce au système Storm Par.
Kate souffre d'une crise de panique, la rendant incapable d'aider Javi à configurer le balayage final et à la place, elle s'en va. L'équipe lance avec succès le système de numérisation pour la prochaine tornade, mais des vents violents détruisent le troisième appareil. Kate et Javi s'échappent de justesse et se rendent dans une ville voisine ravagée par une tornade pour aider aux efforts de récupération, avec l'équipage de Tyler. Après avoir rejeté Tyler et son équipe comme recherchant seulement la gloire, Kate est surprise d'apprendre qu'ils utilisent les bénéfices de vente de leur appareils pour aider les victimes de la tornade, tandis que l'investisseur de Storm Par, Marshall Riggs, profite en achetant des terres endommagées par la tornade.
Tyler invite Kate à un rodéo à proximité. Lorsqu'une importante tornade frappe, ils se réfugient dans la piscine vide d'un motel. Par la suite, Kate et Javi se disputent sur les intentions de Riggs, ce qui amène Javi à blâmer Kate pour la mort de leurs collègues. Désemparée, Kate se retire dans la ferme de sa mère à Sapulpa, dans l'Oklahoma. Tyler la suit là-bas. Il découvre les notes et recherches précédentes de Kate concernant l'expérience de suppression des tornades. Kate décline d'abord l'offre de Tyler d'aider à retenter l'expérience, mais accepte après avoir été convaincue par Tyler.
Le lendemain, les deux tombent sur une tornade qui passe et libèrent la solution, mais ne parvient pas à se dissiper la tornade. Avec l'aide des données numérisées fournies par Javi contrit, Kate émet l'hypothèse d'un changement dans l'expérience pour corriger un oubli précédent. L'équipe suit une autre tornade se développant près d'El Reno. Le camion de Javi et Scott se renverse presque, mais ils s'échappent au moment où la tornade devient un tourbillon de feu après avoir frappé une centrale électrique.
Javi tente de se rendre à El Reno pour aider aux efforts de récupération, mais Scott fait pression sur lui pour qu'il continue leur mission pour Riggs. Javi abandonne Scott au bord de la route et quitte Storm Par. Kate, Tyler et leur équipe évacuent les habitants vers des abris et des sous-sols. Les débris du train renversé piègent Tyler mais que Kate et Javi le sauvent. L'équipe et les habitants se cachent dans une salle de cinéma voisine. Ne voyant pas la fin des destructions, Kate conduit le camion de Tyler au centre de la tornade. Après une brève lutte avec les commandes, elle lance la solution dans la tornade, mais le véhicule se renverse. La tornade déchire le théâtre, faisant presque sortir Lily, mais Tyler la sauve au moment où la solution prend effet, affaiblissant la tornade. L'équipe sauve Kate et célèbre la dissipation de la tornade.
Quelque temps plus tard, Javi dépose Kate dans un aéroport et promet que des recherches se poursuivront après leur expérience réussie. Alors que Kate se dirige vers son avion, elle répète le slogan de Tyler : « Si vous le sentez, poursuivez-le », avant qu'un haut-parleur n'annonce que des vents forts ont retardé les vols ; Tyler réapparaît et se réconcilie avec Kate et ils partent ensemble dans son camion. Le générique montre des extraits de l'article publié par Ben décrivant les chasseurs d'orage, qui indiquent que Kate, Tyler et Javi ont créé leur propre entreprise dans ce domaine.

## Fiche technique
Sauf indication contraire, les informations mentionnées dans cette section peuvent être confirmées par la base de données cinématographiques IMDb,  présente dans la section « Liens externes ».
- Titre original : Twisters
- Réalisation : Lee Isaac Chung
- Scénario : Mark L. Smith, d'après une idée de Joseph Kosinski, d'après les personnages créés par Michael Crichton
- Musique : Benjamin Wallfisch
- Décors : Patrick M. Sullivan Jr.
- Costumes : Eunice Jera Lee
- Photographie : Dan Mindel
- Montage : Terilyn A. Shropshire
- Production : Frank Marshall et Pat Crowley[1]
- Production déléguée : Thomas Hayslip, Ashley Jay Sandberg et Steven Spielberg
- Sociétés de production : Amblin Entertainment et The Kennedy/Marshall Company
- Sociétés de distribution : Universal Pictures (États-Unis, Canada) ; Warner Bros. France (France)
- Pays de production :  États-Unis
- Langue originale : anglais
- Format : couleur
- Genre : catastrophe, action
- Durée : 122 minutes
- Dates de sortie : 
  - Royaume-Uni : 8 juillet 2024 (avant-première mondiale à Londres)[2]
  - France : 17 juillet 2024
  - Belgique : 17 juillet 2024
  - États-Unis : 19 juillet 2024
  - Suisse romande : 6 novembre 2024

## Distribution
- Daisy Edgar-Jones (VF : Camille Donda ; VQ : Elisabeth Gauthier Pelletier) : Kate Carter
- Glen Powell (VF : Julien Allouf ; VQ : Alexis Lefebvre) : Tyler Owens
- Anthony Ramos (VF : Jhos Lican ; VQ : Nicolas Centeno Benoît) : Javi
- Brandon Perea (VF : Martin Faliu ; VQ : Nicolas Poulin) : Boone
- Maura Tierney (VF : Laura Blanc ; VQ : Marika Lhoumeau) : Cathy Carter
- Harry Hadden-Paton (VF : Mathieu Lagarrigue ; VQ : Martin Desgagné) : Ben
- Sasha Lane (VF : Faustine Legrand ; VQ : Célia Gouin-Arsenault) : Lilly
- Daryl McCormack (VF : Baptiste Marc ; VQ : Alexandre Bacon) : Jeb
- Kiernan Shipka (VF : Camille Timmerman) : Addy
- Nik Dodani (VF : Clément Corinthe) : Praveen
- David Corenswet (VF : Jim Redler ; VQ : Jean-Philippe Baril Guérard) : Scott
- Tunde Adebimpe (en) (VF : Thierry Desroses ; VQ : Widemir Normil) : Dexter
- Katy O'Brian (VF : Juliette Lamboley ; VQ : Maude Bouchard) : Dani
- James Paxton : Cody

 Source et légende : version française (VF) sur RS Doublage et carton cinématographique du doublage français ; version québécoise (VQ) sur Doublage.qc.ca

## Production

### Genèse et développement

#### Le projet de l'actrice Helen Hunt
À l'occasion du 25e anniversaire de Twister, dans lequel Helen Hunt et Bill Paxton interprétaient des chasseurs de tempêtes à la poursuite d'une énorme tornade en Oklahoma, l'actrice Helen Hunt a l'idée d'une suite qu'elle écrirait et réaliserait avec Daveed Diggs et Rafael Casal, les créateurs de la série Blindspotting, mais elle se heurte à un manque total d'intérêt de la part des studios, qu'elle impute à la distribution du film composé d'acteurs de couleur : « J'ai essayé de le faire naître. Avec Daveed [Diggs], Rafael [Casal] et moi pour l'écrire, tous les chasseurs de tempêtes étaient de couleur, mais ils n'ont pas voulu le faire. Nous pouvions à peine obtenir une réunion, et ce en juin 2020, alors que la diversité est au cœur du débat »,,.

#### Le projet du studio Amblin
La même année, durant l'été 2020, apparaît un autre projet de sequel, pour lequel Joseph Kosinski, le réalisateur de Top Gun : Maverick, est en pourparlers avec Frank Marshall et Amblin Entertainment,,,.
En octobre 2022, Deadline Hollywood annonce que Steven Spielberg, le patron d'Amblin, s'est enthousiasmé pour un scénario écrit par Mark L. Smith, le coscénariste de The Revenant, ce qui donne un nouvel élan au projet emmené par Universal Pictures et Amblin Entertainment,,,,,.
Joseph Kosinski s'étant retiré du projet en juin 2022 pour prendre en charge un film sur la F1, conçu pour Apple TV+ avec Brad Pitt et le champion Lewis Hamilton, les réalisateurs envisagés pour Twisters sont alors, en octobre 2022, le duo oscarisé Jimmy Chin et Elizabeth Chai Vaserhelyi, Dan Trachtenberg et Travis Knight,,,,,,.
Le 17 mars 2023, The Hollywood Reporter et Deadline Hollywood annoncent que la réalisation sera assurée par Lee Isaac Chung, le réalisateur du film Minari,,.
La production est assurée par Frank Marshall et Pat Crowley, de la Kennedy/Marshall Company,. Le film est cofinancé par la Warner Bros..
Selon l'acteur Glen Powell, « il ne s'agit certainement pas d'un reboot. Nous n'essayons pas de recréer l'histoire du premier film. Il s'agit d'une histoire totalement originale. Aucun personnage du film original n'est de retour, il ne s'agit donc pas vraiment d'une suite. Il s'agit simplement d'une histoire indépendante qui se déroule dans l'ère moderne ».

### Attribution des rôles
Initialement, les producteurs espèrent que Helen Hunt reprendra le rôle du docteur Jo Harding qu'elle a joué dans Twister mais cela ne se réalise pas.
Le 17 mars 2023, The Hollywood Reporter et Deadline Hollywood annoncent que l'actrice Daisy Edgar-Jones jouera dans le film le rôle d'une ancienne chasseuse de tempêtes qui, après avoir survécu à une tornade désastreuse, occupe désormais un emploi de bureau mais sera forcée de repartir sur le terrain,,.
Le 13 avril 2023, Deadline et Variety annoncent que l'acteur Glen Powell est en négociations pour donner la réplique à  Daisy Edgar-Jones,,,.
Quelques jours plus tard, le 17 avril 2023, Deadline annonce que l'acteur Anthony Ramos rejoint à son tour la distribution du film,.
En mai 2023, c'est au tour de Maura Tierney, Harry Hadden-Paton, Sasha Lane, Kiernan Shipka, Nik Dodani, David Corenswet, Tunde Adebimpe et Katy O'Brian de rejoindre la distribution.

### Tournage
Le tournage débute autour d'Oklahoma City en mai 2023 : il est suspendu en juillet en raison de la grève SAG-AFTRA, mais la production reprend en novembre 2023 pour se terminer le mois suivant.

## Accueil

### Promotion
Une première bande-annonce est diffusée le 11 février 2024 pendant le Super Bowl de 2024,.

### Sortie
Twisters est projeté en avant-première mondiale, le 8 juillet 2024, à Londres, en Angleterre.

### Box-office
| Pays ou région | Box-office      | Date d'arrêt du box-office | Nombre de semaines |
| -------------- | --------------- | -------------------------- | ------------------ |
| États-Unis     | 267 762 265 $   | 10/10/24                   | 12                 |
| France         | 624 893 entrées | 11/09/24                   | 8                  |
| Allemagne      | 358 935 entrées | 01/09/24                   | 6                  |
| Espagne        | 351 004 entrées | 23/08/24                   | 5                  |
| Brésil         | 850 000 $       | 10/10/24                   | 12                 |
| Angleterre     | 112 000 entrées | 30/09/24                   | 10                 |
| Italie         | 180 000 entrées | 31/08/24                   | 6                  |
| Corée du Sud   | 642 000 entrées | 18/05/24                   | 5                  |
| Chine          | 158 000 entrées | 02/08/24                   | 2                  |
| Total mondial  | 372 262 265 $   | 10/10/24                   | 66                 |

## Distinctions

### Nomination
- Golden Globes 2025 : Meilleure performance au box-office